# Hammelshahn
Hammelshahn ist ein Ortsteil der Ortsgemeinde Buchholz (Westerwald) im Landkreis Neuwied in Rheinland-Pfalz. Der Ort gehört der Verbandsgemeinde Asbach an. Bis zum 16. März 1974 war Hammelshahn ein Ortsteil der bis dahin eigenständigen Gemeinde Krautscheid.

## Lage
Hammelshahn liegt im Niederwesterwald, rund einen Kilometer östlich der Grenze zu Nordrhein-Westfalen und vier Kilometer Luftlinie nordwestlich von Asbach. Umliegende Ortschaften sind Krautscheid im Norden, Buchholz im Osten und Südosten, Krummenast und Sauerwiese im Süden, das in Nordrhein-Westfalen liegende Dorf Komp im Westen und Seifen im Nordwesten. Hammelshahn liegt am Solbach.
Durch Hammelshahn führt die Landesstraße 275 zwischen Kölsch-Büllesbach und Buchholz. Die Landesstraße 274 ist einen Kilometer vom Ort entfernt.

## Geschichte
Hammelshahn gehörte zum Kurfürstentum Köln und wurde nach dem Reichsdeputationshauptschluss im Jahr 1803 dem Fürstentum Wied-Runkel angeschlossen. Nur drei Jahre später mussten die Fürsten von Wied-Runkel den Ort nach der Schaffung des Rheinbundes an das Herzogtum Nassau abtreten. Hammelshahn gehörte zur „Honnschaft Krautscheid“ und zum Kirchspiel Asbach. Die Honnschaft Krautscheid war verwaltungstechnisch dem Amt Altenwied unterstellt. Nach den auf dem Wiener Kongress geschlossenen Verträgen kam Hammelshahn im Jahr 1815 schließlich an das Königreich Preußen.
In Preußen gehörte Hammelshahn zum Standesherrlichen Kreis Neuwied im Regierungsbezirk Koblenz in der Provinz Großherzogtum Niederrhein. Die Honnschaft Krautscheid schloss sich 1817 der Bürgermeisterei Asbach an und wurde später in eine Gemeinde umgewandelt. Die Provinz Großherzogtum Niederrhein fusionierte 1822 mit der Provinz Jülich-Kleve-Berg zur Rheinprovinz. Im Jahr 1848 wurde der Standesherrliche Kreis Neuwied in den Kreis Neuwied eingegliedert. Bei der Volkszählung am 1. Dezember 1871 bestand Hammelshahn aus 15 Wohngebäuden und hatte 88 Einwohner. 1927 wurde die Bürgermeisterei Asbach in Amt Asbach umbenannt. Nach dem Ende des Zweiten Weltkrieges wurde das Gebiet um Hammelshahn Teil der Französischen Besatzungszone, aus deren Teil der Rheinprovinz das Land Rheinland-Pfalz gebildet wurde.
Am 1. Oktober 1968 wurde das Amt Asbach in eine Verbandsgemeinde umgewandelt, diese wiederum fusionierte am 7. November 1970 mit der Verbandsgemeinde Neustadt (Wied) zu der heutigen Verbandsgemeinde Asbach. Am 16. März 1974 wurde die Gemeinde Krautscheid mit der Gemeinde Griesenbach und einem Teil der Gemeinde Elsaff zu der neuen Gemeinde Buchholz (Westerwald) zusammengeschlossen.